# Иртеньев, Игорь Моисеевич
И́горь Моисе́евич Ирте́ньев (при рождении Рабинович; род. 25 мая 1947, Москва) — русский поэт, журналист, телеведущий, представитель иронического направления в современной русской поэзии.

## Биография
Родился 25 мая 1947 года в Москве. Отец — кандидат исторических наук Моисей Давидович Рабинович (1914, Одесса — 1980, Москва), участник Великой Отечественной войны, старший лейтенант, был трижды ранен; архивист, научный сотрудник Государственного исторического музея (1967—1978), автор справочника «Полки Петровской армии: 1698—1725» (М.: Советская Россия, 1977). Мать — Ирина Павловна Линшиц (1915—1995), по первому образованию историк, по второму — преподаватель физвоспитания.
В 1972 году окончил ЛИКИ, в 1987 году Высшие театральные курсы. Публикуется с 1979 г. В 1972—1973 проходил действительную воинскую службу в Забайкальском военном округе. С 1965 по 1982 год работал на Центральном телевидении. Первая публикация в 1979 году в еженедельнике «Литературная Россия» под псевдонимом Иртеньев, которым обязан своей бабушке — Вере Константиновне Иртеньевой-Линшиц. В 1984 году сменил фамилию на Иртеньев. В 1982—1984 годах работал в газете «Московский комсомолец». С 1984 года профессионально занимается литературным трудом.

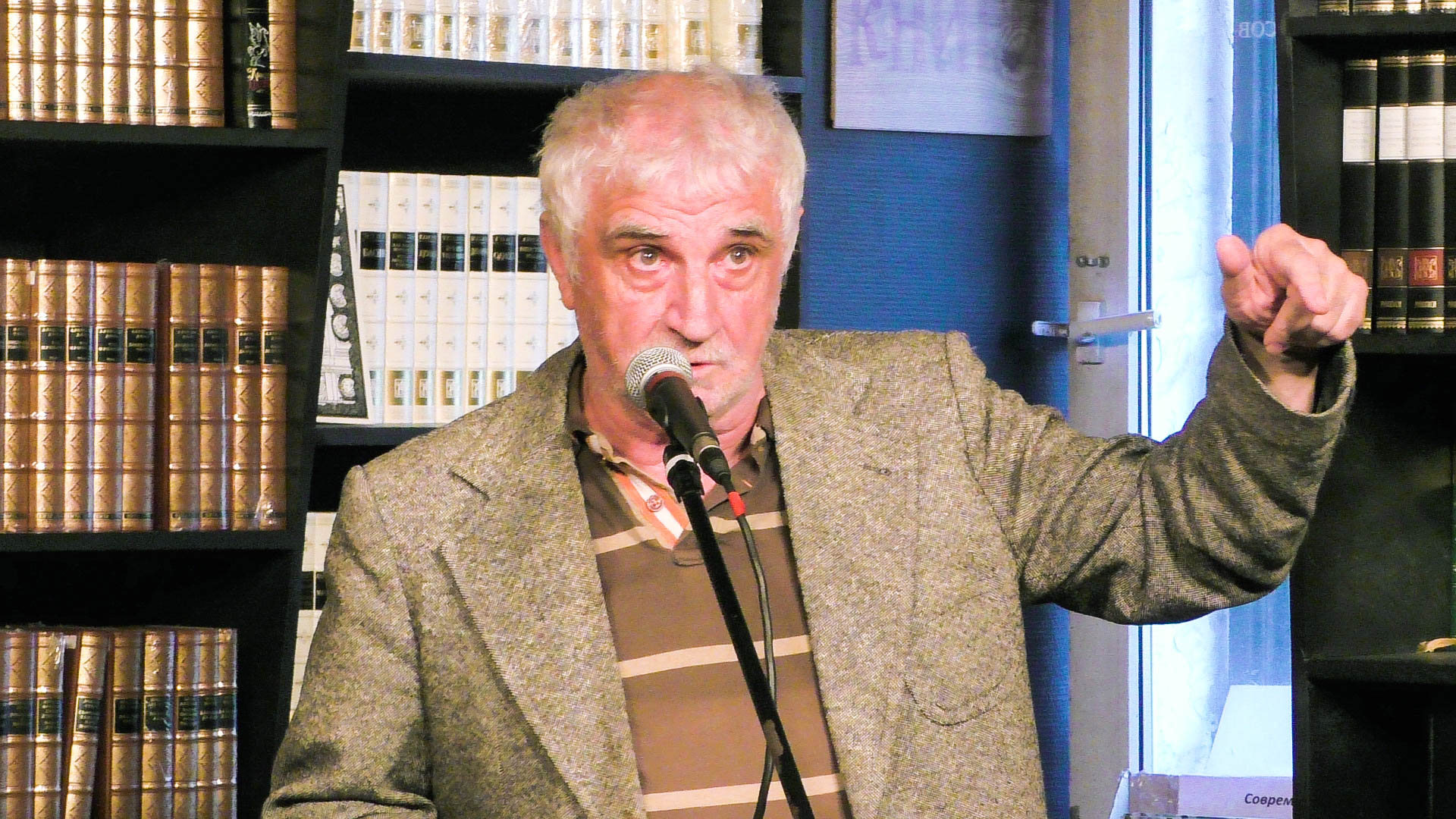
На встрече с читателями. 10 июля 2017 года

Был одним из создателей и президентом созданного в 1986 году московского клуба «Поэзия», в который вошли наиболее заметные представители литературного андерграунда того времени — Дмитрий Пригов, Лев Рубинштейн, Нина Искренко, Татьяна Щербина, Владимир Друк, Сергей Гандлевский, Евгений Бунимович, Виктор Коркия, Тимур Кибиров, Юрий Арабов и другие широко известные сегодня литераторы. Стихи печатались в журналах «Огонёк», «Юность», «Октябрь», «Знамя», «Арион», «22» и «Время и мы», литературных антологиях «Строфы века», «Самиздат века» и переводились на многие европейские языки. Работал колумнистом в «Газете.ру» (1999—2001, 2005—2013) и газете «Газета» (2001—2010). С 1994 по 2003 год был главным редактором иронического журнала Жванецкого «Magazine». В настоящее время сотрудничает с популярным израильским изданием «Беседер?».
Автор двадцати поэтических сборников. Член Союза писателей Москвы и Русского Пен-центра, Лауреат премии «Золотой Остап» (1992), премии «Золотой телёнок» «Литературной газеты» («Клуба 12 стульев») (1992), литературных премий журналов «Огонек», «Октябрь», премии Союза журналистов России «Золотое перо» (2001). Участник телевизионных и радиопрограмм «Монтаж», «Итого», «Бесплатный сыр», «Плавленый сырок» и других. Был ведущим программы «Гомоза» на телеканале «Культура».
В октябре 2011 года вместе с женой Аллой Боссарт получил второе гражданство — израильское. Живёт в Москве и Кармиэле.

## Общественная позиция
В 1996 и 2003 году был среди деятелей культуры и науки, призвавших российские власти остановить войну в Чечне и перейти к переговорному процессу.
В марте 2014 года вместе с рядом других деятелей науки и культуры выразил своё несогласие с политикой российской власти в Крыму.
В сентябре 2020 года подписал письмо в поддержку протестных акций в Белоруссии.

## Семья
- Первая жена — Лариса Злобина.
- Вторая жена — София Иртеньева.
  - Дочь — Яна Иртеньева (род. 1990), актриса «Гоголь-центра».
- Третья жена — Алла Боссарт (род. 1949), журналистка.

## Изданные книги
- Повестка дня. — Paris: AMGA, 1989.
- Попытка к тексту. Стихи. — М.: Московский рабочий, 1989. — 48 с. — 10 000 экз. — ISBN 5-239-00924-4
- Вертикальный срез. Стихи. — М.: Советский писатель, 1990. — 96 с. — 18 000 экз. — ISBN 5-265-01258-3
- Ёлка в Кремле. — М.: Журнал «Огонёк», 1991. — 32 с. — 81 000 экз. —  ISSN 0132-2095 (Библиотека "Огонёк"; N 47)
- Империя добра (ряд прогулок) — М.: Раритет-537, 1994. — 192 с.
- Три Петра и два Ивана. Стихи. — М.: РИА, Магазин, 1995. — 48 с. — 15 000 экз.
- Вдоль по жизни. Стихи. — Иерусалим: Бесэдер, 1996. — ISBN 965-7031-03-6
- Дифракция. Стихи. — М.: Моск. гос. музей В. Сидура, 1997.
- Пират дядя Петя: Для семейного чтения. — М.: Белый город, 1998. — ISBN 5-7793-0039-9
- …Он оказался Окуджавой. — М.: Дом-музей Булата Окуджавы, 1998.
- Для пользы дела: Иллюстрированное издание. — Изд. Виктора Гоппе, 1999.
- Ряд допущений: Стихотворения. — М.: Изд. «Независимая Газета», 1998. — 272 с. — 10 000 экз. — ISBN 5-86712-051-1
- Антология Сатиры и Юмора России XX века. Том 5. — М.: ЭКСМО-Пресс, ЭКСМО-МАРКЕТ, 2000. — 384 с. — ISBN 5-04-004895-5
- Народ. Вход-выход. — {{.}}: Эксмо, 2003. — 336 с. — ISBN 5-699-01944-8
- Избранное. — М.: Эксмо, 2005. — 384 с. — ISBN 5-699-09275-7
- Утром в газете… — М.: АНО «Редакция Ежедневной Газеты», 2006. — 320 с. — ISBN 5-91166-004-0
- Точка ру. — М.: Время, 2007. — 112 с. — (Поэтическая библиотека). — ISBN 978-5-9691-0201-9
- Избранное. — М.: Мир энциклопедий Аванта+, Астрель, 2008. — 351[1] с. — (Поэтическая библиотека). — ISBN 978-5-98986-218-4 («Мир энциклопедий Аванта+»), ISBN 978-5-271-21637-4 («Издательство Астрель»)
- Марксистский переулок. — М.: Мир энциклопедий Аванта+, Астрель, 2010. — 192 с. — ISBN 978-5-98986-435-5 («Мир энциклопедий Аванта+»), ISBN 978-5271-31347-9 («Издательство Астрель»)
- Безбашенный игумен. — М.: ОЛМА Медиа Групп, 2013. — 187[5] с. — (Золотое перо). — ISBN 978-5-373-01738-1
- Повестка дна. — М.: Время, 2015[14]. — 176 с. — (Поэтическая библиотека). — 2000 экз. — ISBN 978-5-9691-1377-0
- Жанр кризиса. — Иерусалим: издательство «Бесэдер», 2015. — 160 с. — ISBN 978-965-7392-71-3
- Опыт парастихологии: Стихи. — М.: Издатель И. Б. Белый, 2016. — 206 с. с илл. — ISBN 978-5-904935-66-5 (совместно с Аллой Боссарт)
- Избранное: Стихи. В 2-х т. — М.: Издатель И. Б. Белый, 2017. — ISBN 978-5-904935-74-0, Т. 1 — 416 с. — ISBN 978-5-904935-75-7, Т. 2 — 386 с. — ISBN 978-5-904935-76-4
- Красный петух: Стихи. — М.: Изд. И. Б. Белый, 2017. — 214 с.: ил.; 100 экз. — ISBN 978-5-904935-69-6
- Страна как страна: Стихи. — М.: И. Б. Белый, 2019. — 150 с.; 100 экз. — ISBN 978-5-904935-82-5